# Коваль, Евгений Анатольевич
Евгений Анатольевич Коваль (17 января 1973) — советский и российский футболист. Играл на позициях защитника и полузащитника.

## Карьера
Профессиональную карьеру начинал в 1990 году в клубе «Сигнал» Изобильный. В 1991 году перешёл в ставропольское «Динамо», которое после распада СССР взяло старт в высшей российской лиге. Единственный матч в высшем эшелоне российского футбола Коваль провёл 17 мая 1992 года в выездной встрече против екатеринбургского «Уралмаша», выйдя на 70-й минуте встречи на замену Александру Костину. Также в 1992 году провёл два матча во второй лиге, вернувшись в «Сигнал», который к тому времени назывался «Динамо-АПК», однако из-за финансовых трудностей команда была снята с первенства, и он перебрался в «Искру» Новоалександровск. В 1993 году выступал за «Бештау». В 1995 году играл за вторую команду ставропольского «Динамо» в третьей лиге. В следующем сезоне перебрался в пятигорскую «Энергию». Сезон 1997 года доигрывал в «Кавказкабеле». С 1998 по 1999 годы играл за «Автодор». В 1999 году вернулся в «Кавказкабель», где в 2003 году завершил профессиональную карьеру, после того как перед сезоном 2004 года клуб отказался от участия в первенстве второго дивизиона. С 2004 по 2014 годы выступал за различные любительские клубы Ставропольского края.